# Perebrodî, Dubrovîțea
Perebrodî (în ucraineană Переброди) este localitatea de reședință a comunei Perebrodî din raionul Dubrovîțea, regiunea Rivne, Ucraina.

## Demografie
Componența lingvistică a localității Perebrodî
     Ucraineană (97,37%)
     Belarusă (2,1%)
     Alte limbi (0,39%)
Conform recensământului din 2001, majoritatea populației localității Perebrodî era vorbitoare de ucraineană (97,37%), existând în minoritate și vorbitori de belarusă (2,1%).